# Набіг з минулого
Набіг з минулого (англ. Voyage from Yesteryear) — науково-фантастичний роман британського письменника-фантаста Джеймса П. Хоґана. Опублікований в 1982 році в американському видавництві «Даблдей». Лауреат премії «Прометей» (1983). Перекладений і виданий польською мовою (1985, 1993).

## Пролог
На Землі неспокійні часи і краща частина людства задумала амбітний проект — послати до Альфи Центавра космічний корабель з людськими ембріонами. Космічний ковчег, символічно названий «Ґуаньїнь», відправився у далеку мандрівку 2020 року. Нащадки перших поселенців, виведених з ембріонів, утворили на планеті, названій Хірон, анархо-комуністичний соціум. На Землі за цей час розгорілася Третя світова війна, що завершилася ядерною катастрофою в Белуджистані (2021) та падінням СРСР. Після кількох десятиліть деградації і протистояння елітизм лише зміцнив свої позиції. Один з трьох протиборчих блоків вирішив приєднати планету Хірон, що оберталася навколо Альфа Центавра. Космічний корабель «Мейфлавер-2» двадцять років мандрував космічними просторами перед тим як висадитися на планету анархістів...

## Суспільство хіронців
Оскільки у перших мешканців Хірона не було батьків, їх виховували антропоморфні роботи. Навіть подорослішавши, хіронці зберегли любов до роботів, а через них — до розвитку техногену; у той же час вони не знали деяких негативних моментів, пов'язаних із батьківським вихованням — тиску авторитету, уявлень про соціальну градацію, цілого ряду стереотипних уявлень. Згодом утворилося високорозвинене, горизонтально побудоване суспільство. У цьому соціумі не було керівників і підлеглих, хіронці не знали держави, грошей, армії, поліції, формалізму, бюрократії ітп. Проблема злочинності практично не виникала — не було ґрунту для її побутування. Коли хтось вчиняв суспільно небезпечну дію — його швидко нейтралізовували оточуючі, адже зброя перебуває у вільному доступі.
У цьому суспільстві немає поняття «брак» — неможливо знайти жодну річ, яка була б створена неякісно. У кожній галузі працюють зацікавлені особи, для яких праця — улюблена справа. За неї не платять. Повага, авторитет серед колег — це і є справжніми «грошима» хіронців. Людина працює, бо не може не працювати, працює за покликом серця, згідно своїх вмінь, схильностей і зацікавленостей.
Ніхто не диктує хіронцю, яке в нього має бути особисте життя. Шлюбу не існує, чоловік і жінка мешкають разом, скільки захочуть. У багатьох на планеті є сестри чи брати тільки по матері, чи тільки по батькові.
Відсутність хибного уявлення про науковий авторитет і первісна любов до пізнання призвела до того, що хіронці пішли далі землян в знанні про світобудову. Були здійснені революційні відкриття у фізиці, адже ніхто не боявся протирічити «авторитетній» думці вчених минулого.

## Взаємодія з землянами
Коли на планету прибувають вихідці з Землі, які двадцять років шляху бережно плекали міні-капіталізм на своєму величезному кораблі, вони були шоковані, що їм не було навіть із ким офіційно поговорити. Кожен був зайнятий своїми справами, а керівництва знайти так і не вдалось...
При зіткненні двох суспільств кінцівка є очікуваною. Елітарний соціум починає чимдуж розмиватися, все більше землян починає розуміти, що всі штучні нашарування у вигляді «економіки», «політики» і навіть санкціонованих зверху уявлень про мораль чи сімейні цінності — не більше ніж збочення. Чи не найпершими симпатію до хіронців відчули бійці роти D, по суті штрафбату. Люди, яких не могла зламати система, невдахи і порушники статуту просто були яскравими індивідуальностями, тому чудово зрозуміли анархістів-індивідуалістів, які мешкали на Хіроні.
Застосувати примус до хіронців, зробити їх рабами капіталу чи сформувати з них громадян не вийшло. Тактика хіронців полягала у тому, щоб діяти м'якою силою. Навіть коли проти них пробують розв'язати військову агресію, вони не відповідають пострілами у бік усіх солдат. Зупиняти треба конкретних агресорів, а не діяти з принципу «ти носиш таку ж форму, значить уже винен». Хіронці розуміють: є командне ядро, а є ті, що лише виконують накази. Коли ця структура поступово розпадається, залишається лише жалюгідна за кількістю верхівка, яку й слід нейтралізувати. І навіть у заматерілих обивателів, яким так зручно у міщанському коконі, зрештою, пробуджується живий розум...
Зрештою, капіталістична облуда не витримує. Навіть нові кораблі, які були вислані на підмогу, не допомагають.
Секрет успіху хіронців простий. Вони не ділили оточуючих на «своїх» і «чужих». Адже бути хіронцем, це насамперед, бути людиною, а не китайцем, росіянином чи американцем; бути людиною працюючою, відкриваючою нове. Саме таким людям належить місія підняття з попелу, відродження острівців цивілізації на Землі. Адже ті земляни, які ще животіли на материнській планеті, вже не могли існувати за самовбивчими старими правилами...